# Буквица лисохвостная
Буквица лисохвостная (лат. Betonica alopecuros) — многолетнее травянистое растение; вид рода Буквица (Betonica) семейства Яснотковые.

## Ботаническое описание

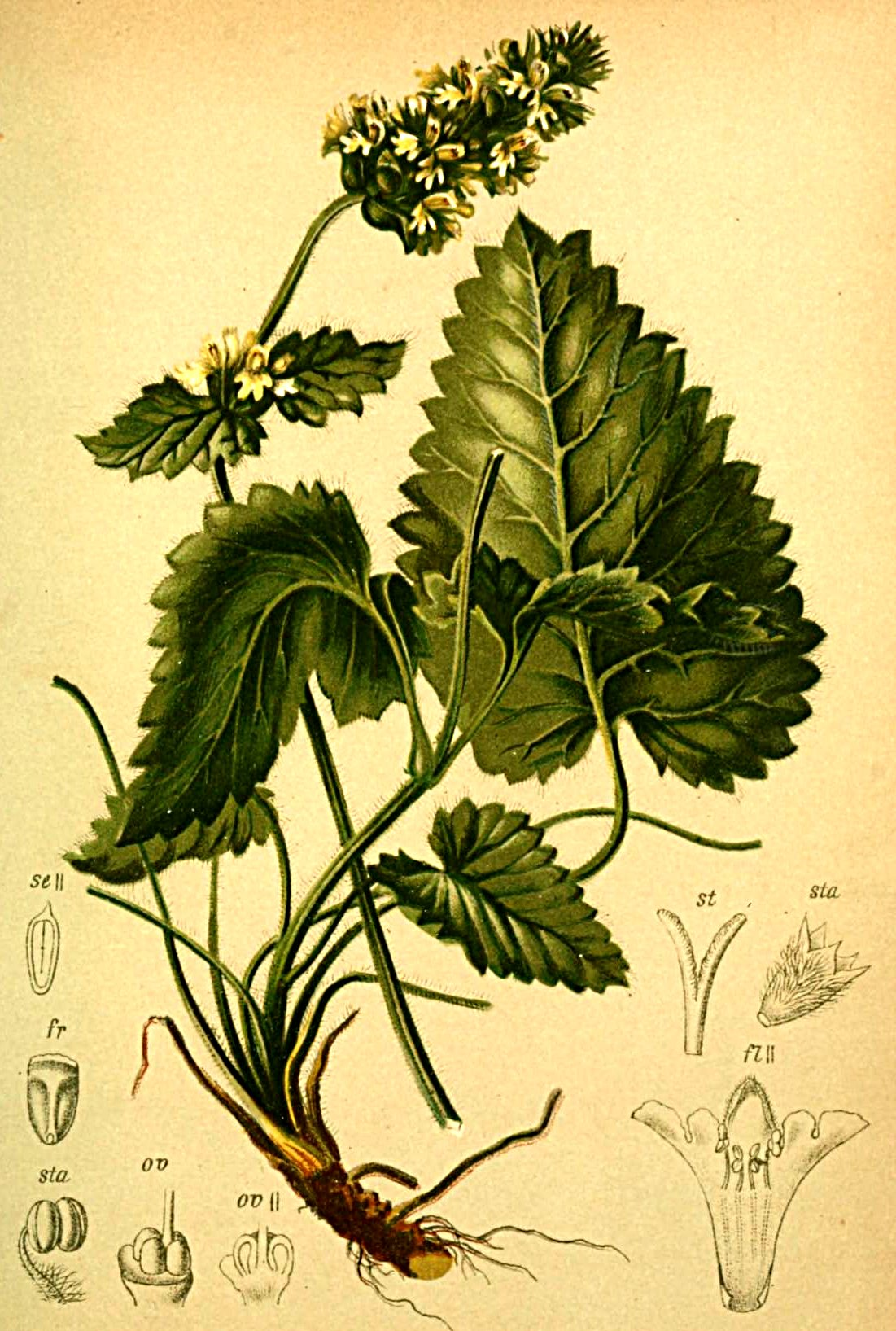
Betonica alopecurus. Ботаническая иллюстрация из Atlas Alpenflora, 1882

Многолетнее травянистое растение высотой до 20–40 (иногда до 50) см. Вертикальный стебель четырёхгранный в сечении и слабо щетинистый. 
Листья разделены на черешок и листовую пластинку. На стебле они расположены базально или супротивно. Черешок длиной от 5 до 15 см. Листовая пластинка длиной от 3 до 6 см и шириной от 2 до 4 см, яйцевидная с сердцевидным основанием и неравномерно зубчатыми краями, слегка блестящая. Самые верхние стеблевые листья намного меньше и почти бесстебельные.
Соцветие — ложный колос длиной от 3 до 11 см, состоящий из 2–8 плотно упакованных 10–14-цветковых ложных венчиков. Только самый нижний ложный венчик часто немного дальше и сильнее увенчан прицветниками. 
Цветок почти сидячий, зигоморфный с двойным околоцветником. Чашечка с щетинистыми волосками, трубка чашечки 5–6 мм длиной, доли чашечки 2–3 мм. Жёлтый венчик длиной 12–16 мм. Венчик слит в трубку с волосяным кольцом внутри. Верхняя губа узкая, довольно плоская и двухлопастная, нижняя — трехлопастная и нисходящая. Период цветения в северном полушарии — с июня по сентябрь, прицветники ланцетные, длиной от 6 до 7 мм. 
Плоды длиной около 2 миллиметров, гладкие и светло-коричневые.
Число хромосом 2n = 16.

## Распространение и среда обитания
Произрастает в европейских горах в Альпах, Пиренеях и на Балканском полуострове на высоте от 300 до 2300 метров, на юг в Италии в центральных Апеннинах и в Греции до Пелопоннеса.
В Германии вид растет в Альгау, в Баварских Альпах и близ Берхтесгадена. В Австрии распространён в провинциях Зальцбург, Каринтия, Штирия, Верхняя Австрия и Нижняя Австрия от верхних горных до субальпийских высот. В Альпах Алльгау он поднимается на высоту 1750 метров в тирольской части близ Хинтерхорнбаха и даже достигает высоты 1980 метров в Верхней Баварии.
Колонизирует солнечные места на свежих и преимущественно известковых субальпийских и альпийских подстилках, а также на обломках скал. Характерный вид порядка Seslerietalia albicantis, но встречается также в мезобромных или в растительных сообществах ассоциации Thlaspeion rotundifolii.

## Таксономия
Вид был впервые научно описан в 1753 году Карлом Линнеем в Species Plantarum. Часто используемый синоним — Stachys alopecuros (L.) Benth. Эта родственная группа обсуждается неоднозначно, и, в зависимости от автора, этот вид относится к роду Betonica или Stachys.
Выделяют 2 подвида:
- Betonica alopecuros subsp. alopecuros
- Betonica alopecuros subsp. divulsa (Ten.) Bartolucci & Peruzzi (syn.: Betonica alopecuros var. divulsa (Ten.) Nyman, Stachys alopecuros subsp. divulsa (Ten.) Grande): Встречается в центральных Апеннинах. Число хромосом также 2n = 16[12].